# 源光長
源 光長（みなもと の みつなが）は、平安時代末期の美濃源氏の武将。源光信の子。土岐光長とも記される。通称は「出羽判官」。

## 生涯
美濃源氏の豪族土岐氏の惣領となり、平氏政権下においても源氏の流れを汲む在京の武者として検非違使、左衛門尉を務めた。
治承4年（1180年）5月、以仁王による挙兵の企てが露見し間もなく王に配流の命が下されると源兼綱と共に検非違使庁の兵を率いて三条高倉邸に追捕に向かった（以仁王の挙兵）。しかし源頼政の知らせを受け王はすでに逃げ出しており、代わりに邸に居た家人の長谷部信連と合戦となり、信連および家司、女官らを捕縛した（『吾妻鏡』）。
その後、美濃・近江両国で起きた平家に対する大規模な反乱では光長ら美濃源氏もその中心的存在として蜂起し、翌治承5年（1181年）、近江を鎮圧した後に美濃へと攻め込んだ追討軍に敗れ「城」を落とされる（美濃源氏の挙兵・近江攻防）（『玉葉』治承5年正月11日条）。そして同年3月には反乱への加勢により解官され、伊豆国へと配流されたが、そこで源頼朝の知己を得ることとなった（『尊卑分脈』）。一方、『玉葉』や『吉記』の養和元年3月六日条には光長の解官とともに以仁王生存説の流布によって世情が不安となっていたことを紹介しており、光長は単に配流となったのではなく、以仁王関係者として追跡を受けたことにより自ら伊豆国へ逃れたようである。
寿永2年（1183年）7月、北陸道より進軍した木曾義仲に従い入京し、8月の除目で伯耆守に任じられる。しかし、義仲と後白河院の関係が悪化すると院方に付き、同年11月の法住寺合戦では多田行綱らと共に院方の主力として御所の防衛に当たったが、激闘の末に子の光経共々討ち取られ梟首された。その後、土岐氏の惣領は三男・光衡が継承した。